# Ветте

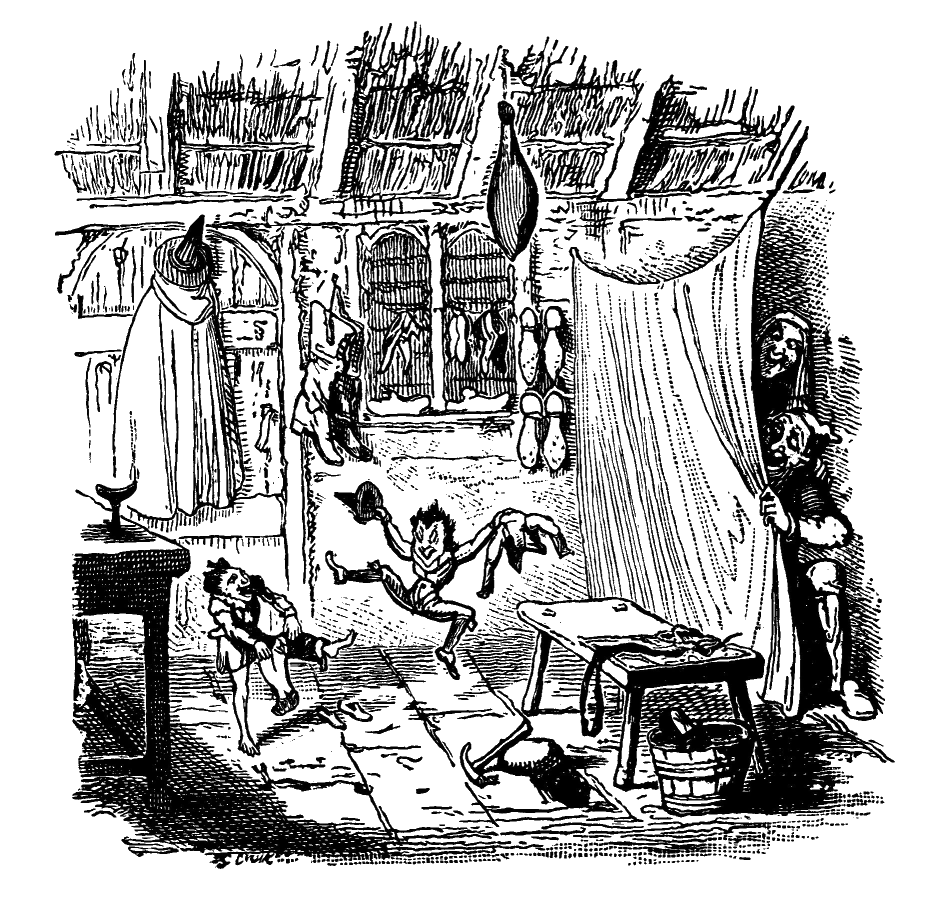
Ветте у "Казках братів Грімм" (1915)

Ветте (давньосканд. vættir) — в скандинавській міфології духи.
Термін може використовуватись для позначення купи надприродних істот, включаючи альвів (ельфів), дварфів (гномів), йотунів (велетнів) та богів (асів та ванів). Ветте відносяться до духів природи (ландветте), гірських духів (ф'яллветте), морських духів (сйоветте), лісових духів (скоґветте), охоронців вод (ватнаветте), або духів будинку (хусветте).

## Етимологія
Давньоскандинавський термін vettr або vættr, що схожий за значенням до слова «могутній», походить від прагерманського слова wihtiz (річ, істота), а також від праіндоєвропейського wekti- (річ, предмет).
Старонорвезькому vættr відповідає шведське vätte (діалектна форма vätter — старошведське vætter) і данське vætte. Споріднену форму даного слова в слов'янських мовах можна побачити у слові вєшть, що означає річ, матерію чи предмет.

Герб Ісландії

## Вік вікінгів
Ландветте (духи природи) — хтонічні захисники певних територій, таких як дикі місця чи ферми. Коли вікінги наближалися до суходолу, вони, як повідомляється, знімали з дракарів різьблені драконові голови, щоб не налякати ландветте, і тим самим їх супроводжував успіх у дорозі. 
Ісландська культура продовжує святкувати надприродний захист острову, і в ісландському гербі досі можна побачити чотири ландветте: троль-бик, троль-орел, дракон та гігант. Троль-тварини — це насправді йотуни, які змушені змінюювати форму (і менталітет) на тваринячу. Такі істоти є надприродно сильними. 

## Фольклор
Хусветте — це збірний термін для духів домашнього господарства. Томте або ніссе — ветте-самітник, який живе на присадибній ділянці. Він, як правило, доброзичливий і корисний, чого не можна сказати про вкрай недоброзичливого ілветте. Однак ніссе може завдати великої шкоди, якщо він незадоволений або злий, включаючи вбивство худоби або спричинення серйозних аварій.
Скандинавський фольклор містить клас істот, схожих на давньоскандинавських ландветте. Вони відомі багатьма іменами, хоча найпоширенішими є ветте у південній Швеції, вітра на півночі Швеції та хулдрефолк у Норвегії.
Протягом XIX століття Петер Крістен Асбйорнсен та Йорґен Му збирали норвезькі народні казки. Ці історії часто відображали анімістичну народну віру, що зберегла більш ранні елементи, що походили з епохи вікінгів, але сильно вплинули середньовічну біблійну космологію. Видатними є розповіді, що відображають пізніші погляди на ветте, яких зазвичай називають хулдуфолками (від старонорвезького huldufólk), що означає «приховані люди» і посилаються на інший світ або їхню силу невидимості.